# PRARE
PRARE (Precise Range And Range-Rate Equipment) ist ein System zur radarbasierten Distanzmessung zu Satelliten. Es inkludiert auch eine Zweiweg-Messung, indem ein Transponder die eintreffenden Funksignale auf einer anderen Frequenz beantwortet.
Die Genauigkeit des von deutschen Forschern um 1990 entwickelten Systems lag von Anfang an unter 6,5 cm und wurde weiter verbessert. Die Zweifrequenzmessung erlaubt auch eine genauere Erfassung der Refraktion.
PRARE hat nur geringes Gewicht und konnte daher als „Black Box“ in verschiedene Erdsatelliten eingebaut werden. Es dient u. a. für Satellite-to-Satellite Tracking und zur Beobachtung der Plattentektonik.